# Crossophorus collaris
Crossophorus collaris ist ein bei Schliefern vorkommender Spulwurm und einziger Vertreter der Gattung Crossophorus. Die Gattung weist die typischen Merkmale der Crossophorinae auf und hat zwei Blinddärme. Der Schwanz der Weibchen ist konisch und sein Ende ist, im Gegensatz zur Schwestergattung Dartevellenia, ohne seitliche Kutikula-Ausläufer.